# Achaeus affinis
Achaeus affinis är en kräftdjursart som beskrevs av Edward John Miers 1895.
Achaeus affinis ingår i släktet Achaeus och familjen Inachidae. Inga underarter finns listade i Catalogue of Life.